# Radosty
Radosty [raˈdɔstɨ] (tiếng Đức: Ottendorf)  là một ngôi làng thuộc khu hành chính của Gmina Barczewo, thuộc huyện Olsztyński, Warmińsko-Mazurskie, ở miền bắc Ba Lan. Nó nằm khoảng 10 kilômét (6 mi) phía bắc Barczewo và 18 km (11 mi) về phía đông bắc của thủ đô khu vực Olsztyn.